# Carl Emil Uphoff
Carl Emil Uphoff (* 17. März 1885 in Witten a. d. Ruhr; † 21. August 1971 in Worpswede) war ein deutscher Maler und Schriftsteller, der in der Künstlerkolonie Worpswede wirkte.

## Leben
Der Bruder des Worpsweder Malers Fritz Uphoff sowie Schwager der Malerin Lore Schill erhielt seine Ausbildung zunächst im sogenannten Folkwang-Kreis durch Christian Rohlfs, später dann auf Studienreisen nach Belgien, Holland und Frankreich. In Paris wurde er von Henri Matisse gefördert. 1911 gründete er zusammen mit dem jüngeren Bruder Fritz die Werkgemeinschaft Worpswede mit dem Ziel, die Buchillustration im Sinne eines grafischen Gesamtkunstwerks zu reformieren.
Im Laufe der 1920er Jahre wandelte sich Uphoff vom überzeugten Kommunisten zum überzeugten Nationalsozialisten. Er war neben Fritz Mackensen eine treibende Kraft bei der entsprechenden „Ausrichtung“ der Kolonie. 1934 wurde Uphoff Ortswart der NS-Gemeinschaft Kraft durch Freude. In der NSDAP brachte er es bis zum Kreishauptstellenleiter und in der Nordischen Gesellschaft war er Ratmann. Nach 1945 wurde er als „Mitläufer“ eingestuft, wodurch ihm lediglich für zwei Jahre die Wählbarkeit in öffentliche Ämter entzogen wurde. Er blieb in Worpswede.
Carl Emil Uphoff war (wie sein Bruder Fritz) Mitglied des Deutschen Künstlerbundes.
Seine Urenkelin Katja Pourshirazi ist die Leiterin des Overbeck-Museums in Bremen-Vegesack.

## Werke (Auswahl)
- Schöpfung, 1920, Öl auf Leinwand
- Blumenstilleben mit Rosen und Iris, 1913, Öl auf Leinwand
- Stilleben mit weißen und roten Rosen, 1923, Öl auf Leinwand
- Aus dem Teufelsmoor, o. J., Öl

### Radierungen
- Christus am Kreuz, 1913
- Weiblicher Akt, 1914
- Lasset die Kindlein zu mir kommen, 1916
- Trauernde auf Golgatha, 1916
- Frauenkopf, 1920
- Sechs Frauenköpfe, Mappe der „Werkgemeinschaft Worpswede“, 1921, koloriert
- Der Tod und die Stadt, o. J.
- Abendmahlstudie (Mann und Frau), o. J.
- Abenmahlstudie (3 Männer), o. J.
- Heilige (Frau am Fenster), o. J.

### Buchveröffentlichungen
- Geschichten aus dem Teufelsmoor. Verlag Atelier im Bauernhaus, Fischerhude 1989. ISBN 3-88132-082-2
- Lustige Vertellseln ut'n Düvelsmoor. Verlag Atelier im Bauernhaus, Fischerhude 1981
- Die Uphoffs. Schmalfeldt, Bremen [1975]
- Sommer. Schneider, Reichenau [1943]
- Ruf zur Entscheidung. Schneider, Reichenau [1943]
- Die Reise nach Amerika. Westermann, Braunschweig 1942 (Feldpostausgabe)
- Fröhliches Moorvolk. Ährenlese Verlag, Berlin 1942
- Der Moorrebell. Westermann, Braunschweig [1939]
- Der ewige Jan. Westermann, Braunschweig, 1937 / [1942], [Nachdr.] / [1943] / [1944]
- Ein junger Deutscher kämpft um Gott. O. Lautenbach, Berlin 1937
- Der Führer spricht. (Gedicht), in: Neues Volk, Heft 10, Berlin 1935
- Jux und Jakopp. Quickborn-Verlag, Hamburg 1932
- Der Moorrebell. Quickborn-Verlag, Hamburg [1931]
- Anfang eines Lebens. Büchergilde Gutenberg, Berlin 1930
- Die Passion Christi. Werkgemeinschaft Worpswede, Worpswede [1924]
- Johann Wolfgang von Goethe: Prometheus und Ganymed. Werkgemeinschaft, Worpswede 1924
- Christian Rohlfs. Klinkhardt & Biermann, Leipzig 1923
- Adam und Eva. [Dichtung, Zeichn. u. Stich] / [Schriftentwurf: Ludwig Tügel]. Werkgemeinschaft „Das neue Worpswede“, [Ostendorf bei Worpswede] 1923
- [Marienleben]. Dichtung, geschrieben 1911, gestochen 1921. [Bild- u. Ornamentschmuck von C. E. Uphoff. Schriftentwurf von Ludwig Tügel]. Werkgemeinschaft Worpswede, Worpswede 1921
- Paula Modersohn. Klinkhardt & Biermann, Leipzig 1919
- Bernhard Hoetger. Klinkhardt & Biermann, Leipzig 1919 / 1922 (2. Aufl.)